# Blascomillán (kommun)
Blascomillán är en kommun i Spanien. Den ligger i provinsen Ávila i den autonoma regionen Kastilien och León i centrala delen av landet, 130 km väster om huvudstaden Madrid. Antalet invånare är 170 (2024).